# Jan Kruis
Johannes Andries (Jan) Kruis, (Udtale: jɑn krœys; Rotterdam, 8. juni 1933 – Mantinge, Drenthe, 19. januar 2017) var en nederlandsk tegneserietegner. Han var især kendt for den ugentlige tegneserie Jan, Jans en de kinderen (engelsk: Jack, Jacky and the Juniors). I 2009 vandt han Marten Toonderprijs.

## Karriere
Tegneserien Jan, Jans en de kinderen blev den 12 december, 1970 for første gang trykt i magasinet Libelle, og derefter tegnede Kruis tegneserien ugentligt for næsten tredive år. Tegneserien indeholdt selvbiografiske elementer, og der henvises løbende til sin familie og Drenthe-provinsen, hvor han boede. Tegneserien afspejlede udviklingen i samfundet og gjorde på en munter vis opmærksom på de nye fænomener som Forsætligt ugifte mor. Tegneserierne udkom også i form af albummer. Kruis gik i 1999 på pension og flyttede sit arbejde over til en gruppe af kunstnere, der under navnet Studio Jan Kruis arbejder.
Bortset fra tegneserier fremstillede Kruis også bogillustrationer og olie malerier. Kruis blev den 29. april 1996 udnævnt som Ridder in de Orde van de Nederlandse Leeuw. I november 2009 fik han den første udgave af Marten Toonderprijs tildelt for hans komplette arbejde. I 2010 blev i det nederlandske tegneserie-museet afholdt udstillingen "teater Jan Kruis', dedikeret til sit arbejde.
I skolekalenderen med temaet Jan, Jans en de Kinderen 1986-1987, og i hans Libelle-tegneserie, lancerede han festen Sint Pannekoek; en fest, som hvert år den 29. november findes sted. I oktober 2016 var Kruis involveret i skabelsen af det Nationaal Comité Sint Pannekoek.

## Personlige liv
Kruis blev gift i 1958. Han fik to døtre. Hans datter, Andrea Kruis blev også tegneserietegner. Han døde i 2017 efter lang tids sygdom i en alder af 83 i hans hjemby Mantinge.